# Вільям Оккам
Ві́льям О́ккам, O.F.M. (англ. William of Ockham, бл. 1285—1347) — англійський філософ-схоласт, францисканець. Написав ряд богословських та філософських праць — з логіки та з фізики Аристотеля. Завершив розпочату ще його попередниками критику філософських доведень існування Бога, проголосивши, що буття Бога — предмет релігійної віри, а не філософії, яка спирається на доведення.

## Система поглядів

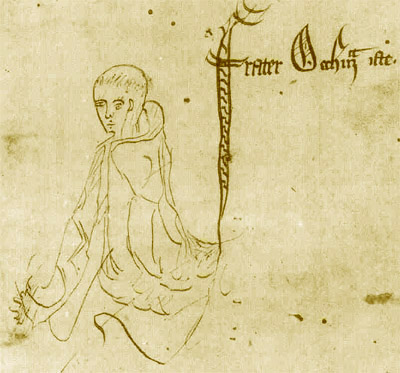
Вільям Оккам, сторінка з його манускрипту «Summa Logicae» 1341 р.

За Оккамом, тільки чуттєве, наочне знання (що зветься інтуїцією) може засвідчити існування чого б то не було і тільки воно стосується фактів. Вчення про роль чуттєвої інтуїції та досвіду в пізнанні пов'язане у Оккама з двома іншими важливими положеннями його теорії пізнання: вимогою простоти пояснення (принцип економії, Бритва Оккама) та положенням про те, що реально існує одиничне (номінальне).
Основним завданням пізнання Оккам бачить осягнення реально існуючого часткового, одиничного. Загальне існує тільки в свідомості суб'єкта. Поза свідомістю та поза душею будь-яка річ є одиничною. Хоча все реальне, за Оккамом, одиничне, все ж індивіди можуть бути розподілені розумом на класи, тобто розподілені за родами та видами. В самих речах намає ні загального, ані часткового. І те, і друге притаманне тільки нашому способові сприйняття однієї і тієї ж речі. Для пояснення переходу думки до загального (до універсалії) він вводить поняття про «інтенцію», тобто про спрямованість думки, про логічні та психологічні акти чи знаки. Всі загальні поняття (універсалії) — знаки (терміни), що логічно позначають об'єкти.
Універсалії не притаманні самій речі, вони завжди існують після неї, існують тільки у свідомості, проте вони не позбавлені повністю об'єктивного значення. Хоча універсалія — тільки знак, але такий, що заміщує не будь-які предмети, а тільки ті, які самі по собі схожі між собою. Тому номіналізм Оккама іноді називають «термінізмом» (від слова «термін»). «Термінізм» Оккама пов'язаний з його вченням про досвід. Через те, що реальними є тільки одиничні речі, то пізнання об'єктивного світу починається з досвіду і проходить через канали відчуттів. Первинний вид знання — це наочне знання, яким пізнається одиничне. Вслід за ним іде «абстрактне» знання, або «знання про загальне».
На цих засадах Оккам будує свою теорію науки. Науки поділяються на реальні та раціональні. Реальні науки розглядають поняття з погляду їх відношення до речей, раціональні — з точки зору їх відношення до інших понять, а не до речей.